# Гранична стойност
Граничната стойност (остарял термин – Максимално допустимата концентрация; на английски: Permissible Exposure Limit) представлява пределните нива на експозиция, под които, като цяло, не се очакват вредни последици от конкретното вещество, след краткотрайна или ежедневна експозиция в течение на трудовия живот. Гранична стойност на даден химичен агент във въздуха на работното място е допустимата концентрация на химично вещество и съединение във въздуха на дихателната зона на работещия за определен период от време (краткосрочни, или по време на цялата смяна).

## Използване като защита за здравето на персонала
Във всички предприятия и места, където се осъществява трудова дейност (по чл. 2 от Закона за здравословни и безопасни условия на труд), когато работещите са или могат да бъдат изложени на опасни химични агенти при работа, работодателят трябва да предприеме мерки за установяване наличието на опасни химични агенти на работното място. Ако концентрацията на токсични вещества във въздуха надвишава граничната стойност, работодателят е длъжен да намали въздействието върху служителите до безопасно ниво чрез:
1. проектиране и организиране на подходящи работни процеси и работни места;
2. осигуряване и предоставяне на подходящо оборудване, средства за защита (например респиратори) и поддържането им, които осигуряват здраве и безопасност при работа;
3. ограничаване на броя на работещите, които са или могат да бъдат изложени;
4. намаляване до минимум на продължителността и степента на експозицията;
5. предприемане на хигиенни мерки за предотвратяване или намаляване на възможността за експозиция на опасни химични агенти;
6. ограничаване на количеството на химичните агенти до минимума, необходим за извършване на определен вид работа;
7. въвеждане на процедури за безопасна работа, съхранение и транспортиране на опасни химични агенти, както и на отпадъците, които ги съдържат.

Опасен химичен агент е всяко химично вещество и съединение, самостоятелно или в смес, което може поради своите физико-химични, химични или токсикологични свойства и начина, по който се използва или присъства на работното място, да създаде риск за безопасността и здравето на работещите.
Освен това, за оценка на опасностите за здравето могат да бъдат използвани биологични гранични стойности – допустимата концентрация на съответния химичен агент или негов метаболит в биологична среда, или референтната стойност на негов метаболит/метаболити, определени в биологични среди (кръв, урина, слюнка, пот, коси, нокти и др).
В България се използват повече от 500 гранични стойности за химикали и 17 биологични гранични стойности.
В САЩ са разработени биологични гранични стойности (BEI) за приблизително 80 токсични вещества.
Разработени са гранични стойности за 2495 вещества и смеси и повече от 600 "приблизителни" гранични стойности.